# Erich Seuberlich
Georg Robert Erich Seuberlich (* 13. Februarjul. / 25. Februar 1882greg. in Moskau; † 27. Februar 1946 in Holzminden) war ein deutsch-baltischer Genealoge.

## Leben

### Herkunft
Erich stammte aus einer ursprünglich ostpreußischem Familie, die seit der 2. Hälfte des 18. Jahrhunderts in Riga ihren Lebens- und Entfaltungsmittelpunkt hatte. Er war ein Sohn des Chemikers Carl Seuberlich (1847–1924) und der Olga, geb. Eckers (1846–1890). Der Dichter Rudolf Wilhelm Seuberlich (1841–1913) war sein Onkel.

### Werdegang
Seuberlich besuchte 1892 bis 1899 Realschule von Karl Masing in Moskau. Nach einer Lehrausbildung war er 1902 Korrespondent und 1905 Prokurist der Agentur „Rud. W. Seuberlich“ in Riga. Noch im selben Jahr war er erst Büroangestellter, dann Kontrolleur der Neuen Photographischen Gesellschaft in Berlin. Er war 1907 Mitgründer, seit 1908 auch Geschäftsführer des Kunstverlags „Bromära“ ebd. Dann gründete er 1908 ebenfalls in Berlin die Firma „Erich Seuberlich“, welche seit 1911 ihren Sitz in Riga hatte. Er arbeitete auch als Vertreter der deutschen fotografischen, optischen und keramischen Industrie. Von 1914 bis 1915 war er stellvertretender Buchhalter am Stadt-Waisengericht in Riga. 1916 hatte er eine Anstellung als Bibliothekar in der Sivers'schen wissenschaftlichen Bibliothek in Rappin. Seit 1917 war er kaufmännisch tätig. Er war 1920 in Riga gemeinsam mit dem Deutsch-baltischen Notstandskomitee Gründer und bis 1923 Leiter einer Verkaufsvermittlung. Von 1919 bis 1920 war er Abgeordneter im Lettischen Volksrat. Seit 1923 war er im Kirchenrat der St. Jakobi-Kirche. 
Seuberlich war passionierter Familienforscher. Er gründete 1912 in Verbindung mit der Gesellschaft für Geschichte und Altertumskunde der Ostseeprovinzen Russlands, deren Mitglied er seit 1904 und Schatzmeister er 1932 war, die „Auskunftstelle für baltische Personenkunde“. Von 1935 bis 1939 war er Inhaber des ersten staatlich konzessionierten Büros für Familienforschung und von 1940 bis 1945 war er Sippenforscher in Posen.

### Familie
Seuberlich vermählte sich in erster Ehe 1905 mit Margarethe Lementy (* 1882) und nach der Scheidung 1914 mit Edith Fuchs (* 1882).
Aus erster Ehe ist ein Sohn, aus zweiter sind der Berufsoffizier und Schriftsteller Hans Erich Seuberlich (1920–1984) sowie zwei Töchter hervorgegangen.

## Werke
Neben verschiedenen einschlägigen familien- und personenkundlichen Schriften und Aufsätzen ist hier vor allem sein Hauptwerk, die Stammtafeln deutsch-baltischer Geschlechter, in 3 Bänden, Riga und Leipzig (1924, 1927, 1931) hervorzuheben. 